# Brian Rafalski
Brian Christopher Rafalski (* 28. září 1973 Dearborn, Michigan) je bývalý americký hokejový obránce.

## Hráčská kariéra
V NHL odehrál celkem 11 sezón. Před vstupem do NHL hrával Elitserien a SM-liigu, ve které získal mnoho ocenění, v sezóně 1996–97 získal Trofej Pekky Rautakalliona pro nejlepšího obránce ligy a v sezóně 1998–99 získal Trofej Pekky Rautakalliona, Zlatou helmu pro nejlepšího hráče ligy podle hráčů a Trofej Mattiho Keinonena pro nejlepšího hráče v hodnocení plus/minus. V roce 1999 byl TSN vyhlášen jako nejlepší hokejista mimo NHL. Tato ocenění a jeho skvělé výkony mu vynesly smlouvu s New Jersey Devils. Krátce po jeho příchodu vytvořil obrannou dvojici s tehdejším kapitánem ďáblů Scottem Stevensnem. Tato obranná dvojice zůstala stejná 5 let po té odešel Scott Stevens do hokejového důchodu. V sezóně 1999/2000 byl druhým nejlepším obráncem svého týmu v hodnocení +/−, a pomohl tak svému týmu k zisku Stanleyova poháru. Na konci sezóny byl zvolen do NHL All-Rookie Teamu. V New Jersey vydržel 7 let a získal s ním ještě 2 Stanley Cupy a ještě dvakrát hrál finále. Před sezónou 2007–08 odešel do Detroitu Red Wings, kde odehrál 4 sezóny. Hned v první sezóně získal s týmem Stanley Cup. Celkem ve své kariéře odehrál v NHL 833 zápasů, ve kterých nasbíral 515 bodů za 79 gólů a 436 asistencí. V každé sezóně v NHL hrál se svým klubem playoff.

## Klubové statistiky
| Sezona          | Klub                            | Soutěž          | Základní část | Základní část | Základní část | Základní část | Základní část | Play off | Play off | Play off | Play off | Play off |
| Sezona          | Klub                            | Soutěž          | Z             | G             | A             | B             | TM            | Z        | G        | A        | B        | TM       |
| --------------- | ------------------------------- | --------------- | ------------- | ------------- | ------------- | ------------- | ------------- | -------- | -------- | -------- | -------- | -------- |
| 1990–91         | Madison Capitols                | USHL            | 47            | 12            | 11            | 23            | 28            | —        | —        | —        | —        | —        |
| 1991–92         | University of Wisconsin–Madison | WCHA            | 34            | 3             | 14            | 17            | 34            | —        | —        | —        | —        | —        |
| 1992–93         | University of Wisconsin–Madison | WCHA            | 32            | 0             | 13            | 13            | 10            | —        | —        | —        | —        | —        |
| 1993–94         | University of Wisconsin–Madison | WCHA            | 37            | 6             | 17            | 23            | 26            | —        | —        | —        | —        | —        |
| 1994–95         | University of Wisconsin–Madison | WCHA            | 43            | 11            | 34            | 45            | 48            | —        | —        | —        | —        | —        |
| 1995–96         | Brynäs IF                       | Swe.1           | 18            | 3             | 6             | 9             | 12            | 9        | 0        | 1        | 1        | —        |
| 1995–96         | Brynäs IF                       | SHL             | 22            | 1             | 8             | 9             | 14            | —        | —        | —        | —        | —        |
| 1996–97         | HPK                             | SM-l            | 49            | 11            | 24            | 35            | 26            | 10       | 6        | 5        | 11       | —        |
| 1997–98         | IFK Helsinky                    | SM-l            | 40            | 13            | 10            | 23            | 24            | 9        | 5        | 6        | 11       | —        |
| 1998–99         | HIFK                            | SM-l            | 53            | 19            | 34            | 53            | 18            | 11       | 5        | 9        | 14       | —        |
| 1999–00         | New Jersey Devils               | NHL             | 75            | 5             | 27            | 32            | 28            | 23       | 2        | 6        | 8        | 5        |
| 2000–01         | New Jersey Devils               | NHL             | 78            | 9             | 43            | 52            | 26            | 25       | 7        | 11       | 18       | 10       |
| 2001–02         | New Jersey Devils               | NHL             | 76            | 7             | 40            | 47            | 18            | 6        | 3        | 2        | 5        | 2        |
| 2002–03         | New Jersey Devils               | NHL             | 79            | 3             | 37            | 40            | 14            | 23       | 2        | 9        | 11       | 7        |
| 2003–04         | New Jersey Devils               | NHL             | 69            | 6             | 30            | 36            | 24            | 5        | 0        | 1        | 1        | 0        |
| 2005–06         | New Jersey Devils               | NHL             | 82            | 6             | 43            | 49            | 36            | 9        | 1        | 8        | 9        | 3        |
| 2006–07         | New Jersey Devils               | NHL             | 82            | 8             | 47            | 55            | 34            | 11       | 2        | 6        | 8        | 1        |
| 2007–08         | Detroit Red Wings               | NHL             | 73            | 13            | 42            | 55            | 34            | 22       | 4        | 10       | 14       | 6        |
| 2008–09         | Detroit Red Wings               | NHL             | 78            | 10            | 49            | 59            | 20            | 18       | 3        | 9        | 12       | 11       |
| 2009–10         | Detroit Red Wings               | NHL             | 78            | 8             | 34            | 42            | 26            | 12       | 3        | 8        | 11       | 4        |
| 2010–11         | Detroit Red Wings               | NHL             | 63            | 4             | 44            | 48            | 22            | 11       | 2        | 1        | 3        | 1        |
| SM-liiga celkem | SM-liiga celkem                 | SM-liiga celkem | 142           | 43            | 68            | 111           | —             | 30       | 16       | 20       | 36       | —        |
| NHL celkem      | NHL celkem                      | NHL celkem      | 833           | 79            | 436           | 515           | 282           | 165      | 29       | 71       | 100      | 42       |